# Urban contemporary gospel
Urban contemporary gospel (översatt; storstadsbaserad samtida gospel) är en modern form av kristen musik som uttrycker antingen personlig eller gemensam tro i ett kristet liv, såväl som att ge kristna ett alternativ till mainstream sekulär och profan musik. Urban contemporary gospel har sitt ursprung i den traditionella gospelmusiken, urban contemporary, och samtida kristen musik. Fastän stilen har utvecklats successivt så anses den tidiga formen vara från 1970-talet, och genren var väletablerad vid slutet av 1980-talet. Musiken som radioformat är riktad mot målgruppen unga vuxna afroamerikaner. De största subgenrerna inom denna är kristen R&B och kristen hiphop.

## Lista på framstående artister
| - Yolanda Adams - Myron Butler - Karen Clark Sheard - The Clark Sisters - Tasha Cobbs - Coko - Marcus Cole - Comissioned - Anthony Evans - James Fortune - Kirk Franklin - Deitrick Haddon - Tramaine Hawkins - Mary Mary | - William McDowell - Jonathan McReynolds - J. Moss - Out of Eden - R. Kelly - Kierra Sheard - Tye Tribett - Trin-i-Tee 5:7 - Michelle Williams - The Winans - BeBe Winans - CeCe Winans - Vickie Winans |